# María Josefa de Austria (1751-1767)
María Josefa de Austria (en alemán, Maria Josepha von Österreich; Viena, 19 de marzo de 1751-ibidem, 15 de octubre de 1767) fue una archiduquesa de Austria, hija de los emperadores María Teresa I y de Francisco I del Sacro Imperio Romano Germánico.

## Primeros años

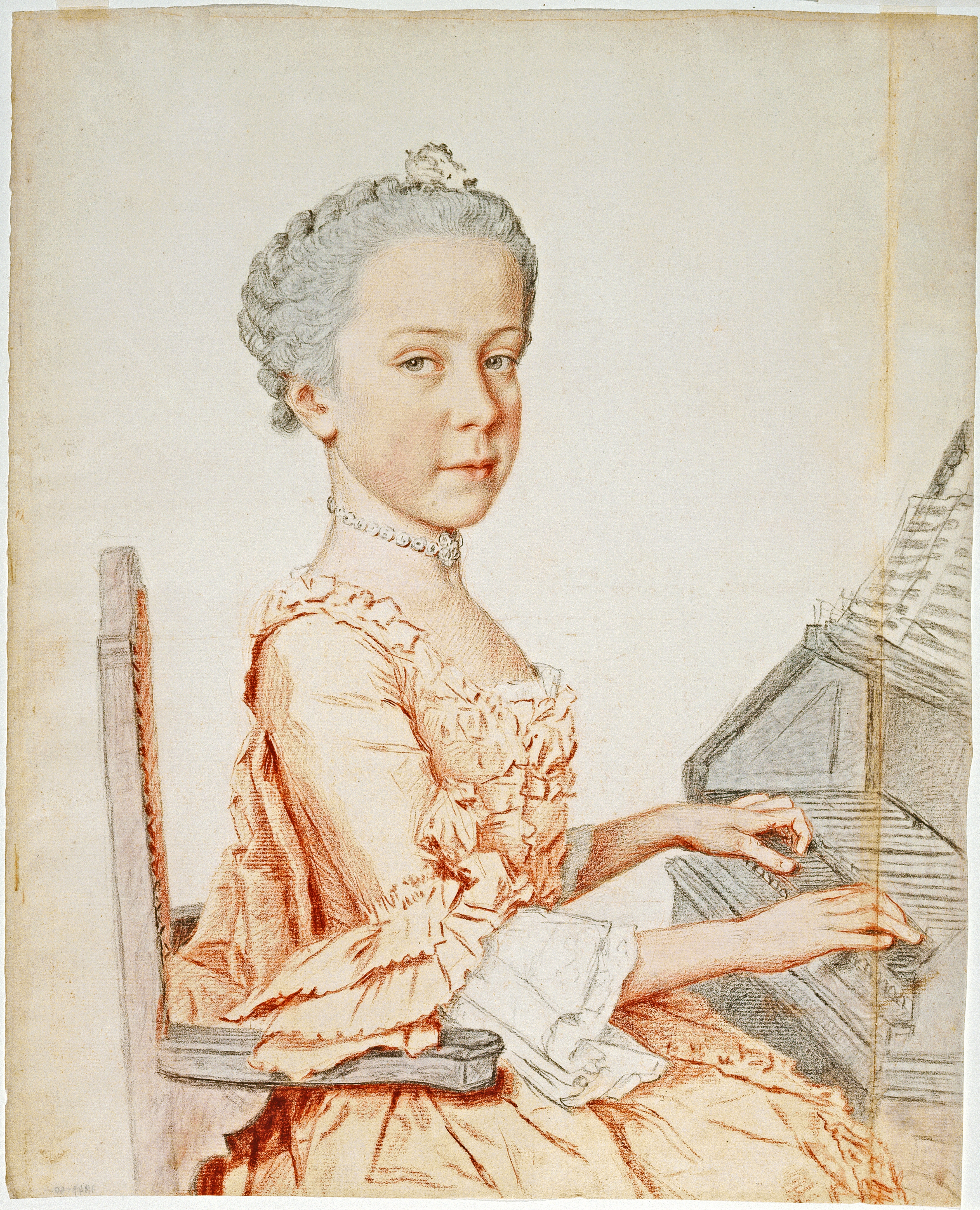
María Josefa en 1762, por Jean-Étienne Liotard.

María Josefa nació el 19 de marzo de 1751 en el Palacio Imperial de Hofburg, Viena. María Josefa era parte de una cadena de niños nacidos unos tras otros y así se la colocó en el Kindskammer (el vivero imperial) junto con sus hermanos, quienes fueron en su mayoría cuidados por damas de honor y sus acompañantes.

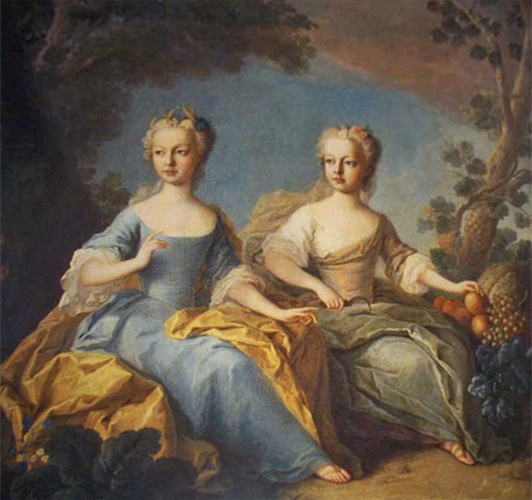
María Josefa junto a su hermana favorita, María Juana, en 1759. Retrato de Pierre Benevault.

La emperatriz María Teresa quería casar a su cuarta hija mayor sobreviviente, la archiduquesa María Amelia, con el rey Fernando I de las Dos Sicilias, que en un principio había sido el pretendiente de su hermana, María Juana, antes de que esta muriera. 
Después de que el padre de Fernando, el rey Carlos III de España, se opusiera al matrimonio debido a la diferencia de edad de cinco años, María Josefa, como la próxima hija mayor, quedó como la candidata perfecta para la mano del príncipe Fernando.
Ella y Fernando eran de la misma edad, y mejor aún, Fernando consideró a María Josefa como "deliciosamente bonita, dócil por naturaleza". A principios de octubre de 1767, María Josefa recibió como regalo de Fernando un retrato decorado con diamantes. Sin embargo, la muchacha se oponía fuertemente al compromiso y se volvió cada vez más triste y melancólica.

## Muerte
Muy unida a su hermana, María Juana, un año mayor, la lloró amargamente cuando esta falleció de viruela a los doce años. María Josefa había estado aterrorizada de morir de viruela desde la muerte de su hermana mayor en 1762. 
Sus temores se hicieron realidad cuando enfermó de viruela el 4 de octubre después de una visita a la cripta de su hermana en la Cripta Imperial. Murió diez días más tarde, a los 16 años, el mismo día que debía partir de Viena para casarse.
Después de que su segunda prometida falleció, finalmente Fernando desposó a María Carolina, hermana menor de María Josefa y María Juana.

## Títulos y tratamientos
Esta tabla aún no está actualizada. Puedes contribuir aportando información sobre títulos y tratamientos de esta persona.

## Ascendencia
| María Josefa | Padre: Francisco I del Sacro Imperio Romano Germánico | Abuelo paterno: Leopoldo I de Lorena                         | Bisabuelo paterno: Carlos V de Lorena                            |
| María Josefa | Padre: Francisco I del Sacro Imperio Romano Germánico | Abuelo paterno: Leopoldo I de Lorena                         | Bisabuela paterna: Leonor María Josefa de Austria                |
| María Josefa | Padre: Francisco I del Sacro Imperio Romano Germánico | Abuela paterna: Isabel Carlota de Borbón-Orleans             | Bisabuelo paterno: Felipe I de Orleans                           |
| María Josefa | Padre: Francisco I del Sacro Imperio Romano Germánico | Abuela paterna: Isabel Carlota de Borbón-Orleans             | Bisabuela paterna: Isabel Carlota del Palatinado                 |
| María Josefa | Madre: María Teresa I de Austria                      | Abuelo materno: Carlos VI del Sacro Imperio Romano Germánico | Bisabuelo materno: Leopoldo I del Sacro Imperio Romano Germánico |
| María Josefa | Madre: María Teresa I de Austria                      | Abuelo materno: Carlos VI del Sacro Imperio Romano Germánico | Bisabuela materna: Leonor Magdalena del Palatinado-Neoburgo      |
| María Josefa | Madre: María Teresa I de Austria                      | Abuela materna: Isabel Cristina de Brunswick-Wolfenbüttel    | Bisabuelo materno: Luis Rodolfo de Brunswick-Wolfenbüttel        |
| María Josefa | Madre: María Teresa I de Austria                      | Abuela materna: Isabel Cristina de Brunswick-Wolfenbüttel    | Bisabuela materna: Cristina Luisa de Oettingen-Oettingen         |